# Hackesche Höfe

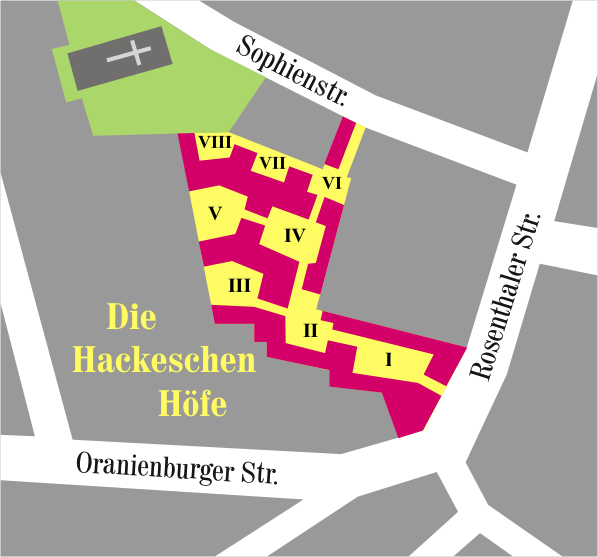
Übersichtsplan mit Nummerierung der Höfe

Die Hackeschen Höfe sind ein Gebäudeensemble in der Spandauer Vorstadt im Ortsteil Mitte (Bezirk Mitte) von Berlin, unweit des sogenannten Scheunenviertels. Namensgebend sind acht Gewerbehöfe, um die herum sich die Gebäude gruppieren. Der von 1905 bis 1907 erbaute Komplex steht seit 1977 unter Denkmalschutz.

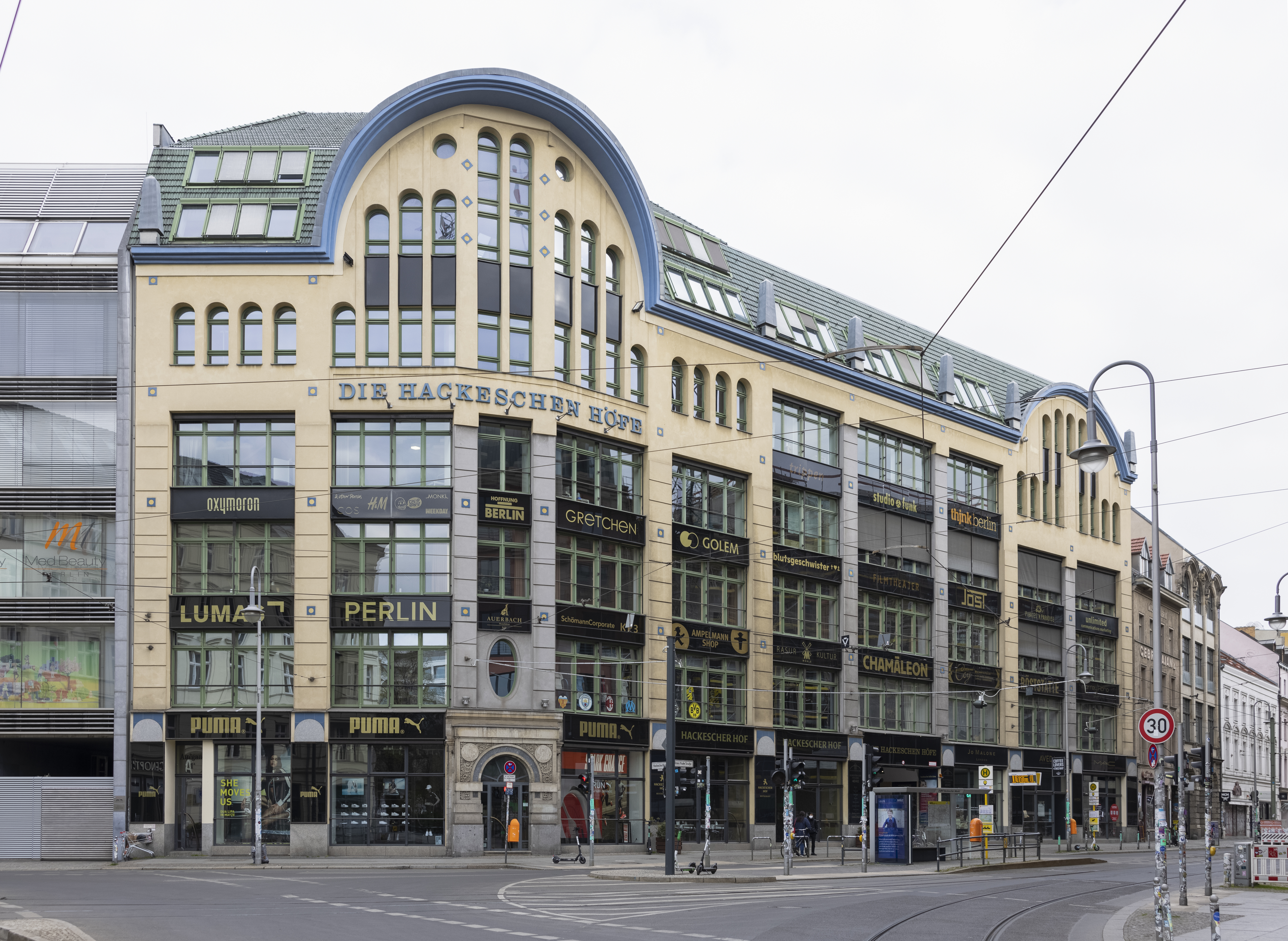
Platzfassade zum Hackeschen Markt (2021)

Kunsthistorisch bedeutend ist vor allem der von August Endell gestaltete Erste Hof mit den Neumann’schen Festsälen sowie weiteren Interieurs. Während der Hof gut erhalten ist, sind die Innenräume von Endell überwiegend zerstört. Die heutige Platzfassade zum Hackeschen Markt ist Ergebnis der Renovierung von 1997 und orientiert sich an dem zerstörten Vorgänger von Kurt Berndt.

## Geschichte

### Vorgeschichte
1672 wurde nördlich der Spree, vor dem Spandauer Tor ein jüdischer Friedhof angelegt. Im selben Jahr befahl der Kurfürst in einem Erlass, alle Scheunen für Heu und Stroh vor die Berliner Stadtmauer zu verlegen, um die Brandgefahr im Stadtgebiet zu verringern. Beide Maßnahmen veränderten das Ackerbaugebiet unmittelbar vor den Berliner Befestigungsanlagen. Allmählich entwickelte sich ein neues Stadtviertel, die spätere Spandauer Vorstadt. Die Bezeichnung Scheunenviertel für einen Teil des Gebietes hat sich bis in die Gegenwart erhalten.
Friedrich der Große beauftragte 1750 seinen Stadtkommandanten Hans Christoph Graf von Hacke, einige Freiflächen des halb entwickelten Viertels bebauen zu lassen. Dabei entstand ein Marktplatz, der nach dem Grafen benannt wurde, der heutige Hackesche Markt. 1858 erwarb der Glasfabrikant Hans Quilitz das Grundstück Rosenthaler Straße  40. Im 19. Jahrhundert wurde das übervölkerte Scheunenviertel zum sozialen Problemfall, zum Armenhaus Berlins. In anderen Teilen der Spandauer Vorstadt hatte sich ein bürgerliches, vorwiegend jüdisches Milieu entwickelt. Zentrum der Berliner Jüdischen Gemeinde war die Neue Synagoge in der Oranienburger Straße, die 1866 eingeweiht wurde.
Die wirtschaftliche Entwicklung der Spandauer Vorstadt verlief unter dem Einfluss der Konfektionsindustrie. Schon im 18. Jahrhundert hatten sich hier Textilmanufakturen niedergelassen. Im späten 19. Jahrhundert wurden in zahlreichen Fabriketagen oder in Heimarbeit Konfektionskleidung und Zubehör hergestellt; im beginnenden 20. Jahrhundert war Berlin ein Zentrum der Konfektion.

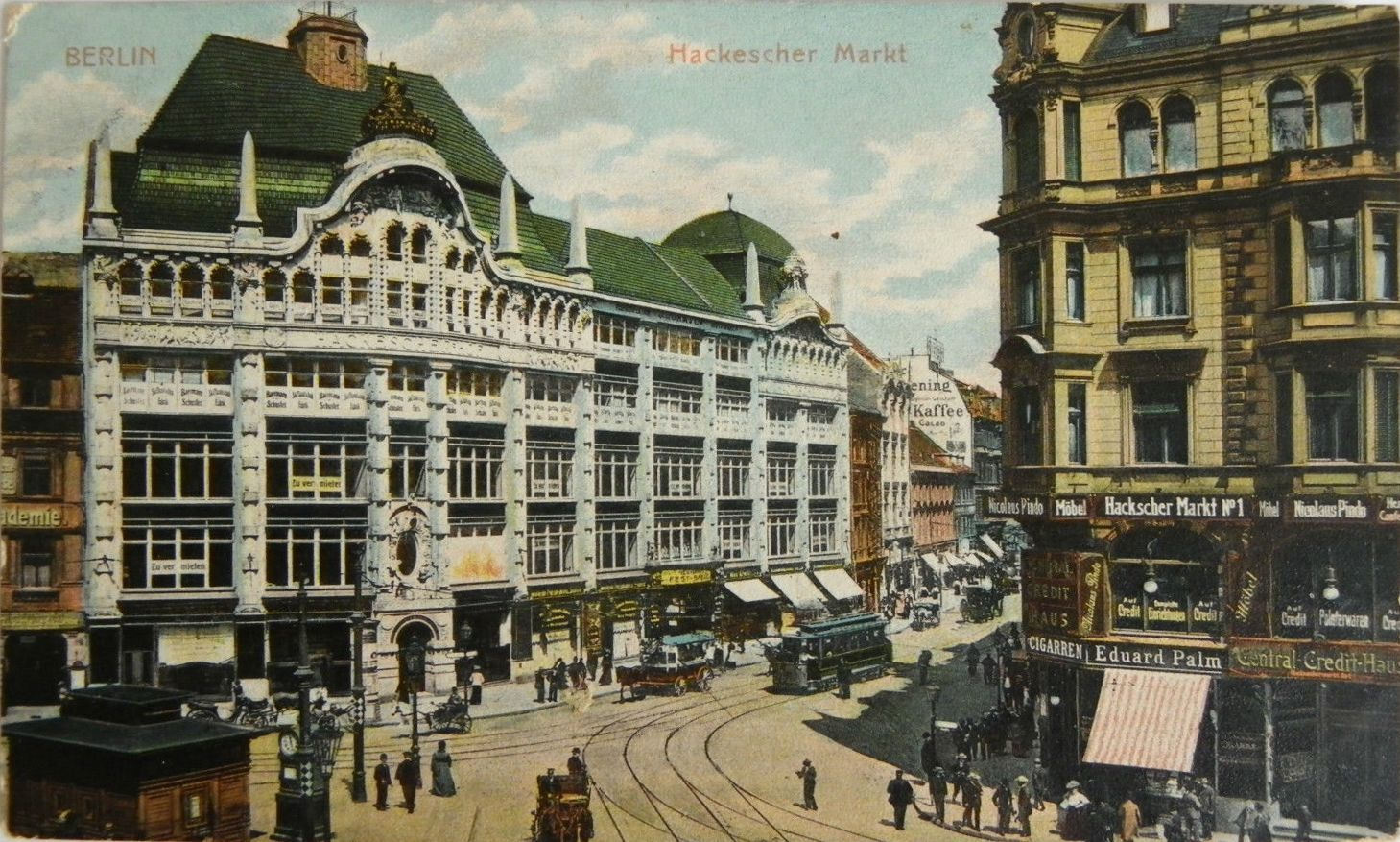
Platzfassade zum Hackeschen Markt (1908)

### Bau der Hackeschen Höfe
Die Höfe gegenüber dem Hackeschen Markt wurden am 23. September 1906 eröffnet. Die acht Höfe zwischen der Rosenthaler- und der Sophienstraße bieten heute auf 27.000 Quadratmetern Raum für 40 Gewerbeunternehmen, dazu Kultureinrichtungen und Wohnungen.

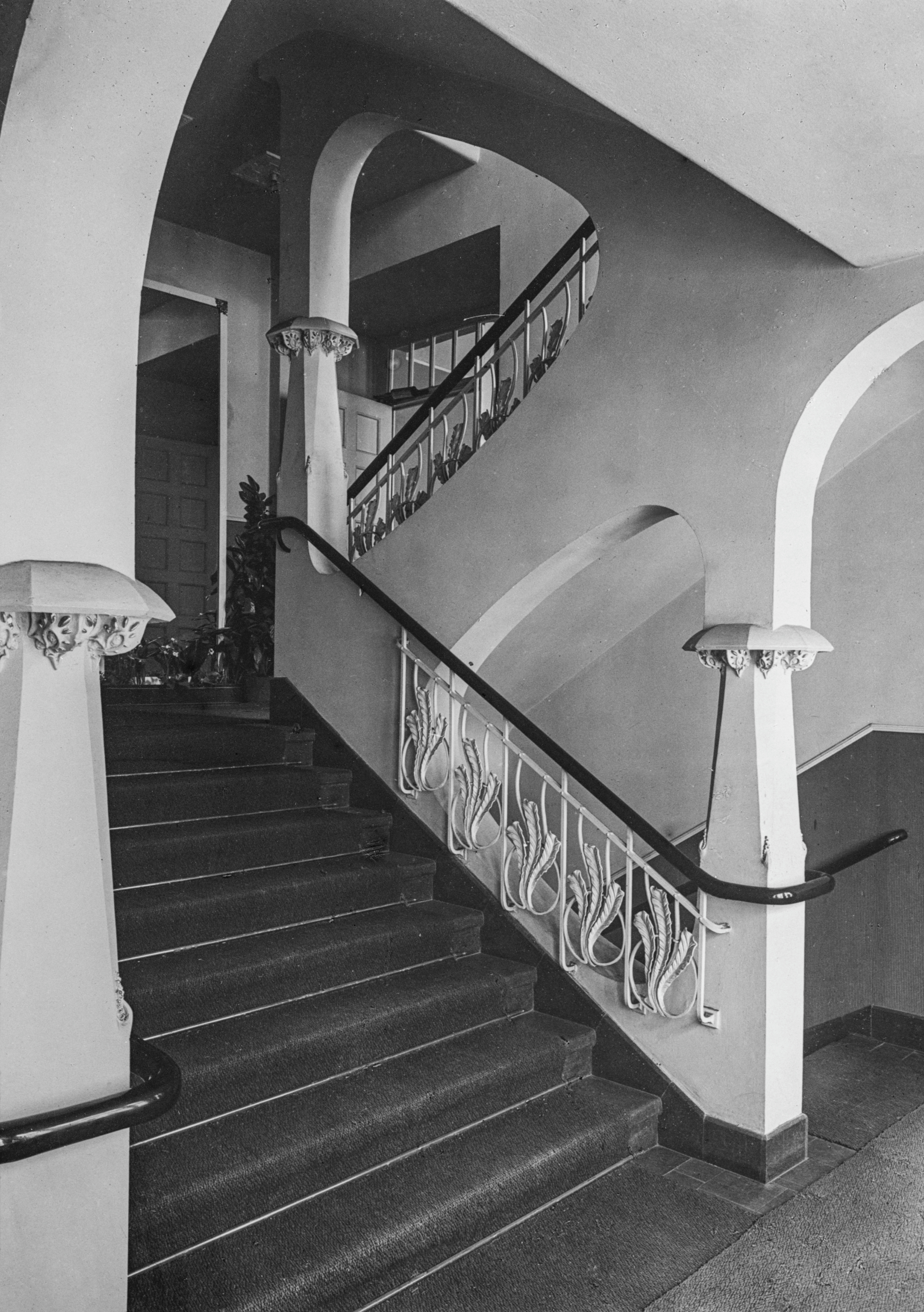
Treppenhaus zum Theater, Erster Hof, Südseite (um 1915)

Die Zusammenlegung mehrerer Grundstücke zwischen Rosenthaler Straße und Sophienstraße ergab eine als Bauland nutzbare Fläche von 9200 m², mit Zugängen von beiden Straßen aus. 1905 ließen die damaligen Eigentümer, die Quilitz’schen Erben, die vorhandenen Altbauten abreißen und in den Jahren 1906/07 nach Plänen des Architekten und Bauunternehmers Kurt Berndt die größte Wohn- und Gewerbehof-Anlage Deutschlands in der Tradition der Lebensreform-Bewegung errichten. Der Haupteingang führte durch ein Büro- und Geschäftshaus an der Rosenthaler Straße 38. Ein Quergebäude im ersten Hof war als Festsaaltrakt angelegt, im zweiten und dritten Hof befanden sich Gebäude mit Fabriketagen, in den grünen Blockinnenbereichen waren die Mietwohnungen meistens mit Balkonen angeordnet. Alle Baukörper zusammen bildeten acht Höfe. Die Verzahnung der verschiedenen Funktionen in dieser Form war seinerzeit einmalig. Kurz zuvor hatte Kurt Berndt ein ähnliches Projekt noch in traditioneller Anordnung gebaut: an der Straße ein Mietshaus, anschließend ein Wohnhof, erst dann reine Gewerbehöfe.
Ungewöhnlich und neu war damals das Konzept, den ersten Hof kulturell zu nutzen und entsprechend aufwändig zu gestalten. Auch hierin zeigte sich der Einfluss der um 1900 propagierten Lebensreform-Bewegung. Die Höfe wurden nach Möglichkeit so angelegt, dass sie von benachbarten Grünanlagen – dem alten Jüdischen Friedhof von 1672 und dem Friedhof der evangelischen Sophiengemeinde – Sonnenlicht und Sauerstoff bekommen konnten. Zur Ausstattung der Höfe gehörten Grünpflanzen, ein großer Sandkasten, mehrere Brunnen. Die rund 80 Wohnungen hatten vielfach Balkone und durchweg Bäder, Innentoiletten und Zentralheizung.

### Nutzung bis zum Ende des Zweiten Weltkrieges
In den vom Weinhändler und Gastwirt Wilhelm Neumann bewirtschafteten Festsälen wurden von Anfang an gerne Familien- und Vereinsfeiern sowie Firmenjubiläen ausgerichtet. Damit übernahmen die Neumannschen Festsäle eine ganz wichtige Funktion als Treff- und Kommunikationspunkt für die Bewohner der umliegenden Stadtviertel. Ein besonderes Ereignis stellte die Gründung des Zusammenschlusses expressionistischer Dichter in „Der Neue Club“ dar. Für die Büro- und Gewerberäume entwickelte sich eine ausgesprochene Mischnutzung durch unterschiedlichste Firmen: eine Bankfiliale, Betriebe für Herrenkonfektion, Handschuhe, Pelzwaren, für Musikinstrumente, Metallwaren, Büromöbel, Großhandlungen für Mehl, Kaffee und Futtermittel und manches andere. Zeitweilige Mieter waren auch das Mädchenheim des Jüdischen Frauenbundes und die Jüdische Studentenmensa.
Schon in den 1920er Jahren begann eine Veränderung. Mit den Wirren und wirtschaftlichen Problemen nach dem Ersten Weltkrieg verließen viele Firmen die Höfe, kulturelle und öffentliche Aktivitäten ließen bald völlig nach. Bis zum Ende des Zweiten Weltkriegs wurden weite Teile des Gebäudekomplexes vom Kaufhauskonzern DeFaKa (Deutsches-Familien-Kaufhaus) genutzt – das Vorderhaus als Firmenzentrale, der horizontal zweigeteilte große Festsaal als Betriebskantine und zahlreiche Gewerbeflächen als Lagerräume.

### DDR-Zeit und Sanierung 1994–97

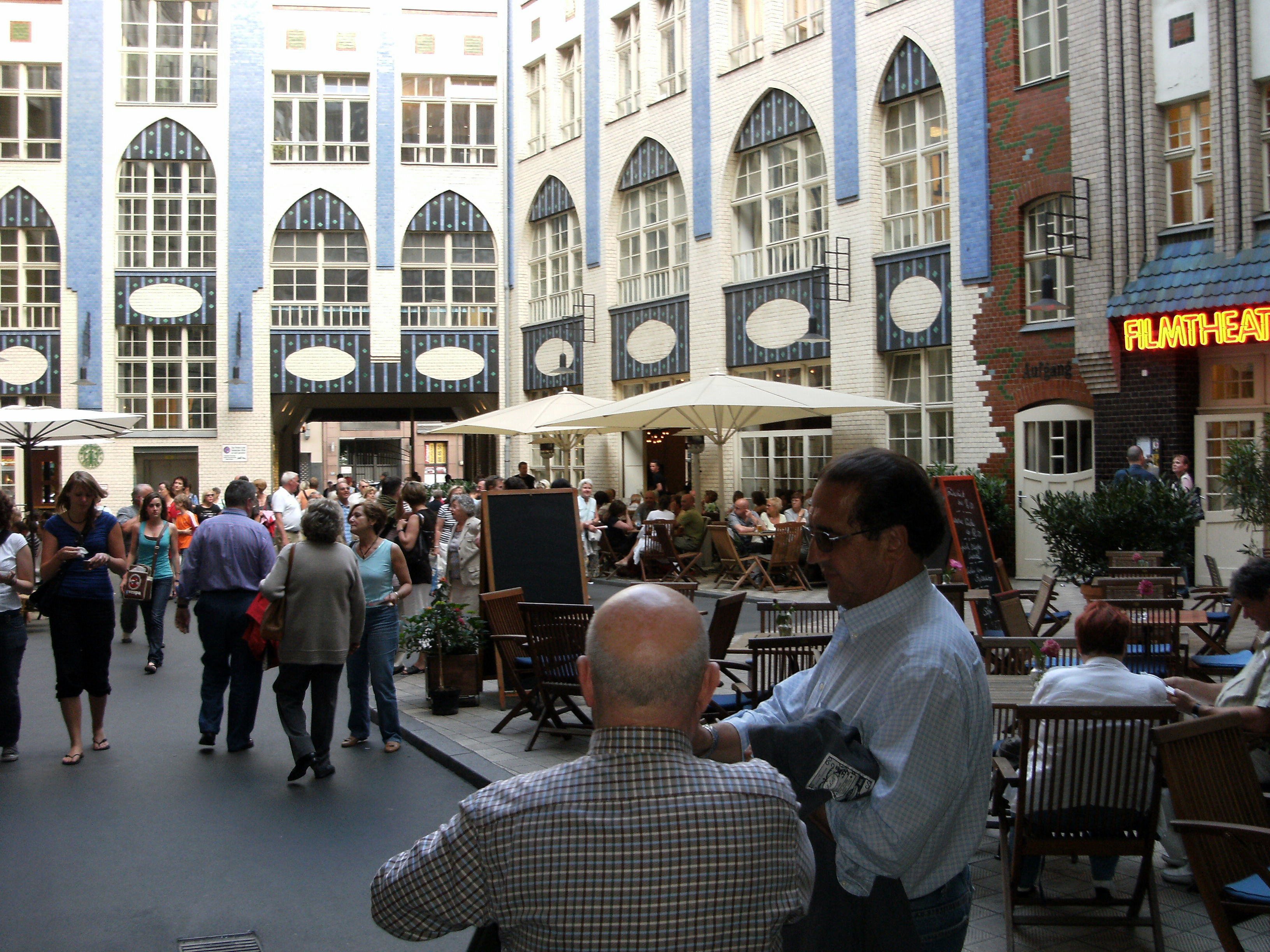
Touristen im Ersten Hof (2008)

„Im November 1993 kam ich in eine offenbar vergessene Welt mit grauen Mauern.“

Zu diesem Zeitpunkt gab es dort nur das gerade entstehende Hackesche Hoftheater, dessen Ausrichtung auf jüdische Kultur in den folgenden Jahren fast zum Synonym für die Hackeschen Höfe werden sollte.
In der DDR waren die Hackeschen Höfe jahrzehntelang vernachlässigt worden, die Festsäle baulich verunstaltet und zweckentfremdet genutzt, die Straßenfassade in den 1960er Jahren zerstört. Immerhin war es den Mietern um 1950 gelungen, die völlige Zerstörung der Fassaden im ersten Hof zu verhindern – eine wichtige Voraussetzung für die spätere denkmalgerechte Sanierung.
1951, bald nach Gründung der DDR, wurden die Hackeschen Höfe zu Volkseigentum erklärt, 1977 unter Denkmalschutz gestellt. 1991 konstituierte sich der „Verein Gesellschaft zur Förderung urbanen Lebens – Hackesche Höfe e. V.“ Das Bezirksamt Berlin-Mitte ließ eine Sozialstudie über den Komplex erstellen. Nachdem die Anlage 1993 an die Erben des früheren Besitzers zurückgegeben und 1994 an den Heidelberger Unternehmer Roland Ernst verkauft worden war, begann eine enge Zusammenarbeit zwischen den Investoren, der Denkmalschutzbehörde sowie der Agentur „New Roses Corporate Communications“, die das Mischnutzungskonzept unter Erhalt der ansässigen Kulturstätten entwickelte, die neue Corporate Identity und das Corporate Design definierte und durch umfangreiche Öffentlichkeitsarbeit die Hackeschen Höfe in der Öffentlichkeit bekannt machte. Die sehr aufwändigen Sanierungsarbeiten – sie betrafen größere Um- und Ausbauten, denkmalpflegerische Aktivitäten und die gesamte Haustechnik – konnten 1997 beendet werden.

### Aktuelles Nutzungskonzept
Die Wohnhöfe werden abends geschlossen und garantieren auf diese Weise nächtliche Ruhe. Ausgedehnte Büroflächen wurden in den früheren Fabriketagen geschaffen. Genutzt werden diese Räume überwiegend von Angehörigen kreativer Berufe wie Architekten, Internetdesignern, PR-Agenturen. Die kleinen Ladengeschäfte entsprechen ihrem speziellen Angebot von Designprodukten, die in den Höfen gestaltet, hergestellt oder weiterverarbeitet werden. Neben den Anwohnern sind Besucher die Zielgruppe der gastronomischen Einrichtungen, für das Hackesche Höfe Kino, den mittlerweile geschlossenen Sophienclub und das Chamäleon Theater Berlin im Komplex.
Nach Abschluss der Sanierung sind die Hackeschen Höfe eine der teuersten und bekanntesten Immobilien Berlins. Aufgrund des künstlerischen und gastronomischen Angebotes bilden sie eine Sehenswürdigkeit, die auch die nähere Umgebung beeinflusst.

## Architektur

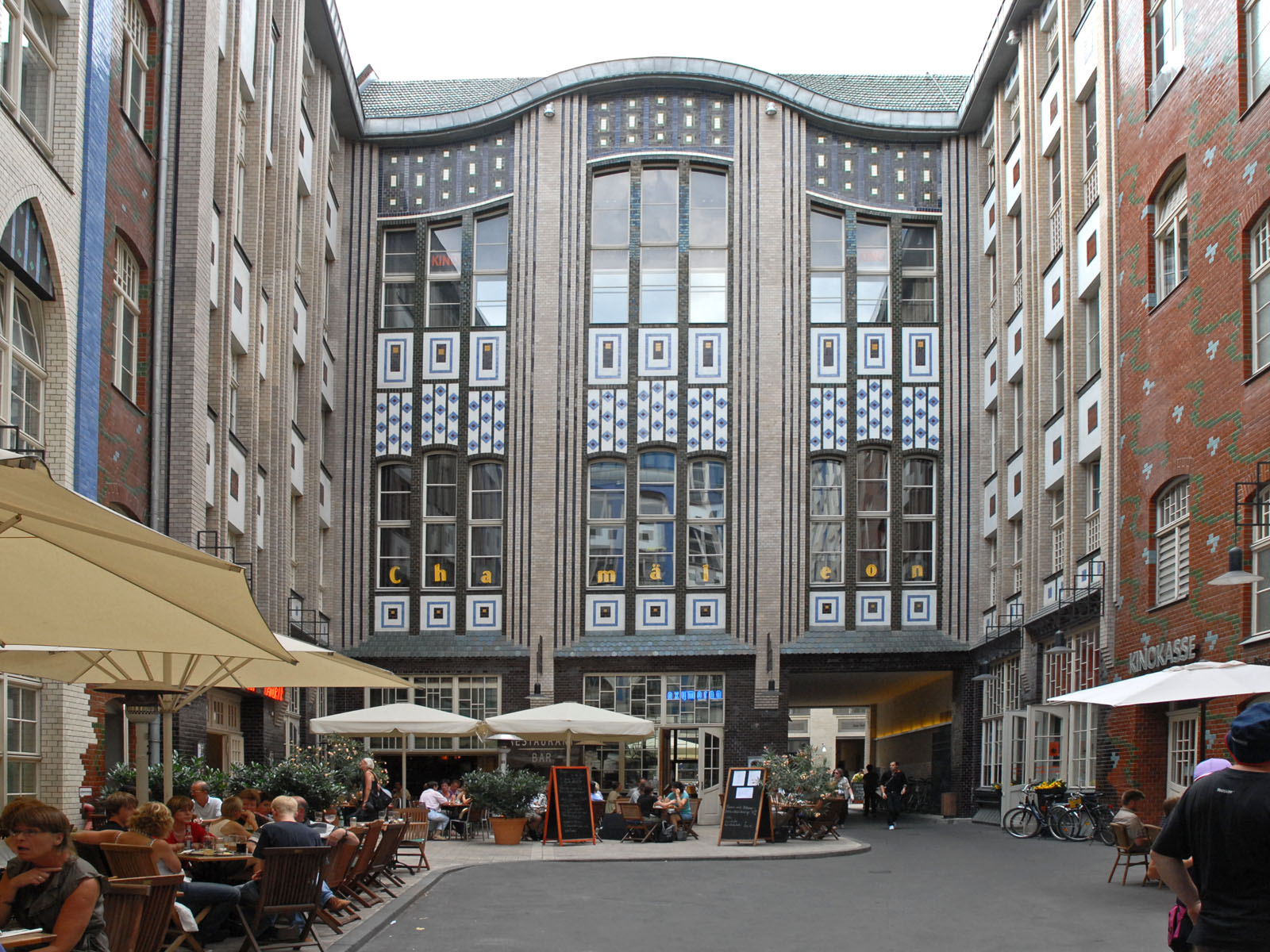
Erster Hof, Westseite

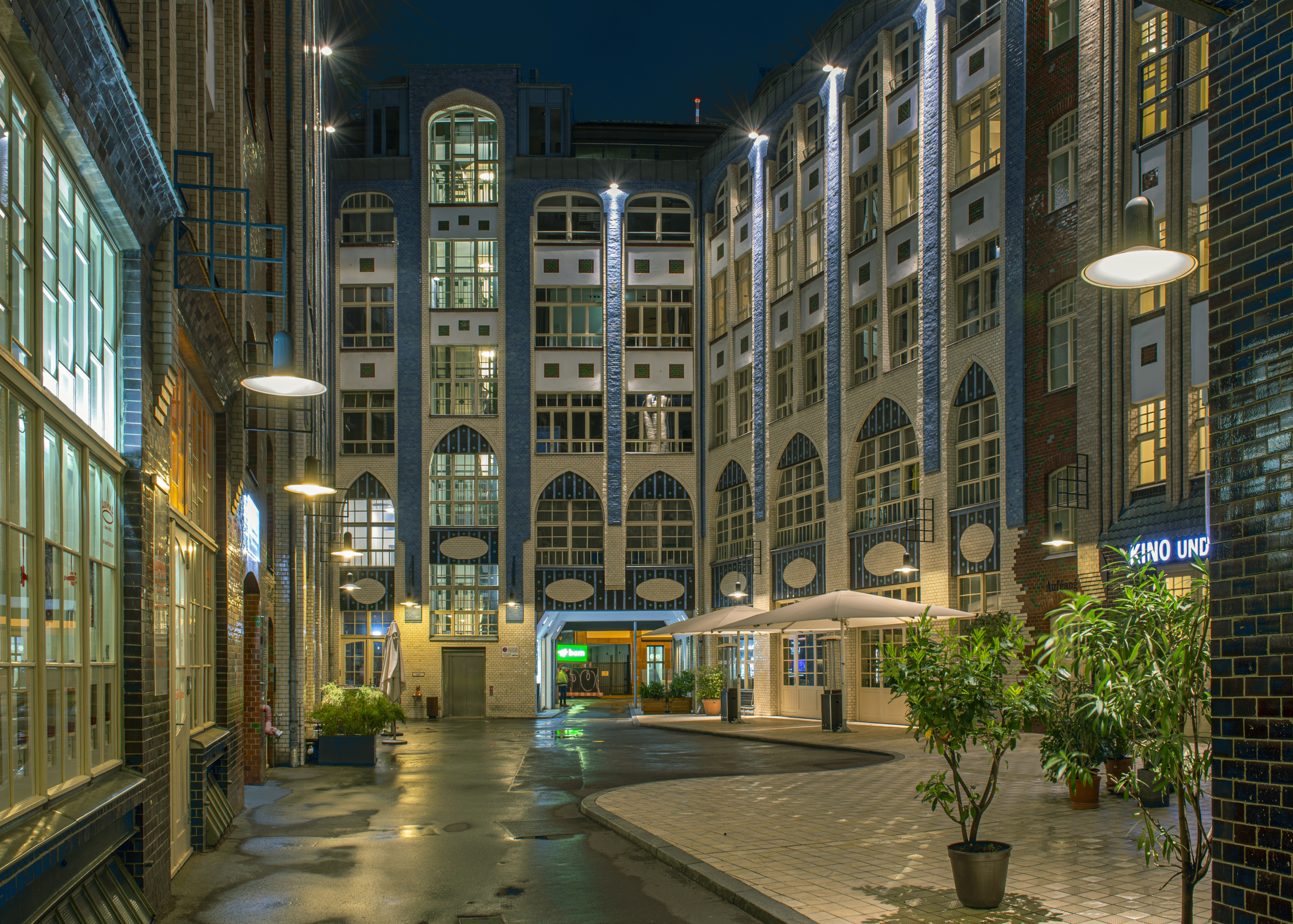
Erster Hof, Ostseite

Der Berliner Architekt und Designer August Endell erhielt den Auftrag, die Hoffassaden und die zum Weinlokal gehörenden Neumann’schen Festsäle im ersten Hof zu gestalten. Seine bisherigen Arbeiten wurden dem Jugendstil zugeordnet (obwohl er selbst anderes beabsichtigt hatte). Vermutlich sollte er deshalb nicht auch die Außenfassade entwerfen – der Jugendstil entsprach nicht dem in Berlin vorherrschenden Geschmack, der von den ästhetischen Vorlieben des Kaiserhauses beeinflusst war. So entstand denn auch eine Straßenfassade mit allen Merkmalen des wilhelminischen Eklektizismus, eine überladene Mischung verschiedener Stilformen, mit neobarocker Dachlandschaft, ägyptischen Obelisken und antikisierenden Skulpturen.
Völlig anders präsentierten sich die von Endell gestalteten Gebäudebereiche. August Endell hatte Philosophie und Psychologie studiert, er beschäftigte sich mit Wahrnehmungsproblemen und war bestrebt, seine theoretischen Erkenntnisse in Architektur und Kunsthandwerk umzusetzen. In seinen Schriften sprach er sich gegen Historismus und Eklektizismus aus. Seine ästhetische Leitvorstellung war die Umsetzung von Bewegung in Architektur und Dekor. Im ersten Hof der Hackeschen Höfe schuf er durch Form, Größe und Anordnung der Fenster und mit Hilfe farbiger Glasursteine zwei unterschiedliche Fassaden, die dem Hof die Anmut eines kleinen, von verschiedenen Häusern gesäumten öffentlichen Platzes verleihen. Nach Osten hin sind die Farben Blau und Weiß, die Formen verweisen auf maurische Vorbilder. Die Westseite, vorwiegend in Brauntönen gehalten, erinnert an die damals hochmodernen Bauten Alfred Messels für die Warenhäuser des Wertheim-Konzerns.
Auch in den Innenräumen verfolgte Endell seine Idee des bewegten Raumes. Leidlich erhalten sind das Treppenhaus im linken Seitenflügel, ein Vestibül im rechten Seitenflügel und der einstöckige Festsaal im ersten Obergeschoss des Quergebäudes, der allerdings am wenigsten über Endells Absichten aussagt. Der große, zweigeschossige Festsaal war schon um 1930 zerstört worden. Hier hatte der Architekt durch eine spezifische Wand- und Deckenkonstruktion, mit anschwellenden profilierten Pfeilern und dem wellenförmigen Abschluss des Deckengesimses seinen Vorstellungen am deutlichsten Ausdruck verliehen.